# U.S. Men's Clay Court Championships 2000
U.S. Men's Clay Court Championships 2000 — тенісний турнір, що проходив на ґрунтових кортах у місті Орландо, США з 1 травня . Належав до категорії ATP International Series.

## Фінальна частина

### Одиночний розряд
Фернандо Гонсалес —  Ніколас Массу 6–2, 6–3

### Парний розряд
Леандер Паес /  Ян Сімерінк —  Джастін Гімелстоб /  Себастьян Ларо 6–3, 6–4